# C/1857 Q1
Komet Klinkerfues ali C/1857 Q1 je neperiodični komet, ki ga je 20. avgusta 1857 odkril nemški astronom Ernst Friedrich Wilhelm Klinkerfues (1827 – 1884).

## Lastnosti
Soncu se je najbolj približal 1. oktobra 1857 , 
ko je bil na razdalji okoli 0,6 a.e. od Sonca.